# Yamaha YZF-R1
Yamaha YZF-R1 – japoński motocykl klasy superbike wyprodukowany przez Yamaha Motor Company, zaprezentowany po raz pierwszy na targach EICMA w Mediolanie pod nazwą kodową "08R".
YZF-R1 to bardzo lekki (177 kg), a zarazem bardzo mocny (150 KM) motocykl skonstruowany od podstaw w celu podbicia rynku bezkompromisowych motocykli sportowych oraz zastąpienia przestarzałego i nie cieszącego się zbytnią popularnością motocykla Yamaha YZF 1000 R Thunderace.
Na potrzeby tego modelu skonstruowano zupełnie nowy, ważący zaledwie 65,3 kg silnik R4 – o 9,5 kg lżejszy, a zarazem krótszy od silnika zastosowanego w Thunderace. Z początku planowano użycie silnika V4, lecz ze względu na niższy oraz bardziej wysunięty do przodu środek masy YZF-R1 otrzymał silnik rzędowy.
W 2009 roku YZF-R1 przeszedł poważną zmianę. Wprowadzono całkowicie nowy silnik typu big bang, wywodzący się w prostej linii od motocykla YZF-M1, którym jeździli zawodnicy Yamaha w MOTO GP. Jednostkę napędową wyposażono w wał korbowy o kącie rozwarcia czopów 90º zapewniający pracę cylindrów w kolejności 270º – 180º – 90º – 180º co zapewniało liniowy przyrost mocy i niemal całkowite zrównoważenie niekorzystnych momentów bezwładności w silniku.

## Dane techniczne

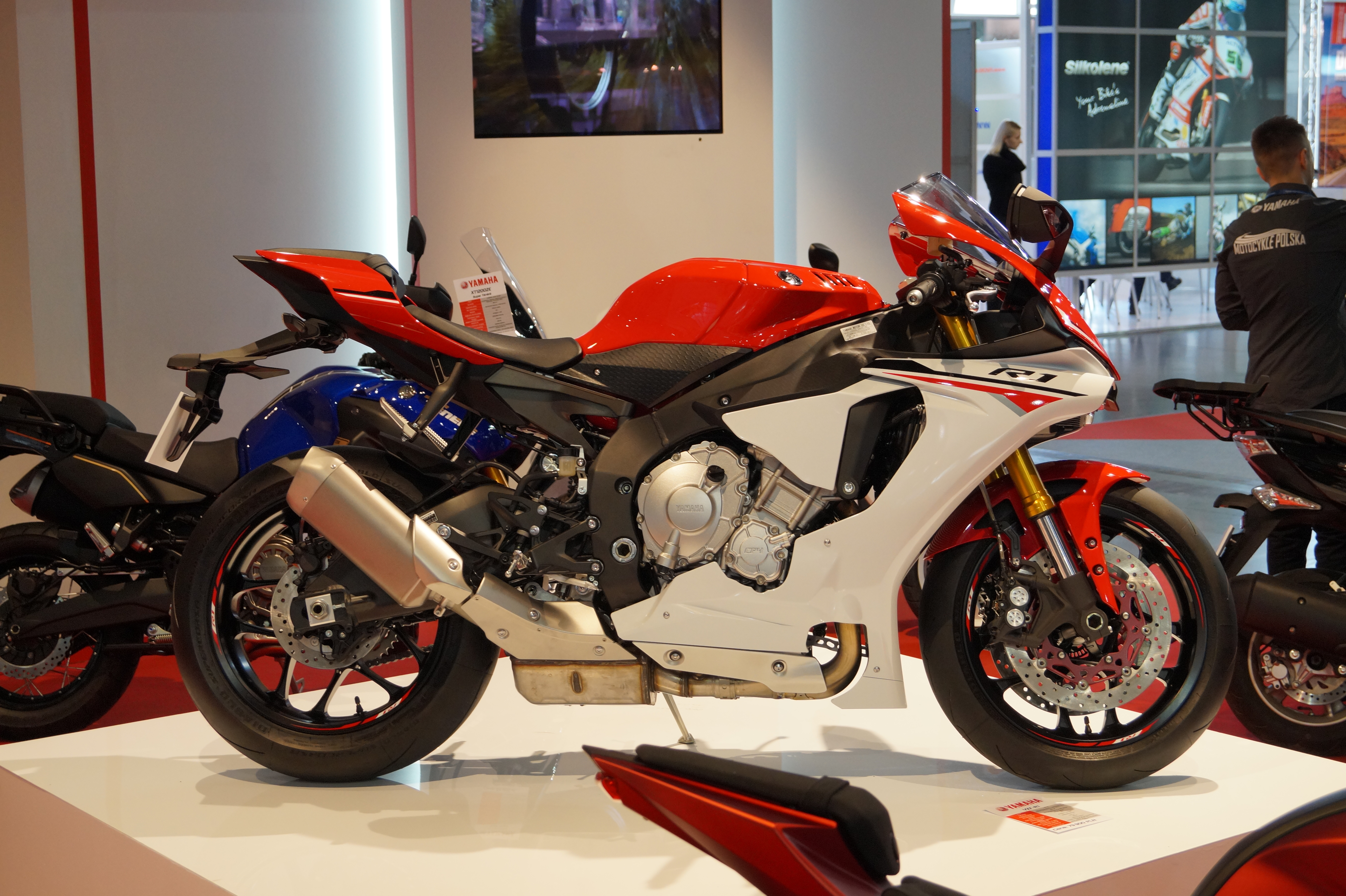
Yamaha YZF-R1 6. generacji

## Dane techniczne[1]
| Marka i model         | Yamaha YZF-R1 (1. generacja)        |
| --------------------- | ----------------------------------- |
| Lata produkcji        | 1998–2002                           |
| Rozstaw osi           | 1395 mm                             |
| Wysokość siedzenia    | 820 mm                              |
| Masa pojazdu          | 174 kg                              |
| Opony                 | P: 120/70 ZR17 – T: 190/50 ZR17     |
| Pojemność skokowa     | 998 cm³                             |
| Typ silnika           | R4-20v DOHC                         |
| Skrzynia biegów       | 6-biegowa sekwencyjna               |
| Stopień sprężania     | 11,8:1                              |
| Moc                   | 150 KM (110 kW) przy 10000 obr./min |
| Maks. moment obrotowy | 108 Nm przy 8500 obr./min           |
| Osiągi                |                                     |
| 0-100 km/h            | 2,9 s                               |
| Prędkość maksymalna   | 299 km/h                            |
| Zbiornik paliwa       | 18,0 l                              |

| Marka i model        | Yamaha YZF-R1 (2. generacja)        |
| -------------------- | ----------------------------------- |
| Lata produkcji       | 2002–2003                           |
| Rozstaw osi          | 1395 mm                             |
| Wysokość siedzenia   | 820 mm                              |
| Masa pojazdu         | 174 kg                              |
| Opony                | P: 120/70 ZR17 – T: 190/50 ZR17     |
| Pojemność skokowa    | 998 cm³                             |
| Typ silnika          | R4-20v DOHC                         |
| Skrzynia biegów      | 6-biegowa sekwencyjna               |
| Stopień sprężania    | 11,8:1                              |
| Moc                  | 152 KM (112 kW) przy 10500 obr./min |
| Max. moment obrotowy | 105 Nm przy 8500 obr./min           |
| Osiągi               |                                     |
| 0-100 km/h           | 2,7 s                               |
| Prędkość maksymalna  | 299+ km/h                           |
| Zbiornik paliwa      | 17,0 l                              |

| Marka i model        | Yamaha YZF-R1 (3. generacja) |
| -------------------- | --- |
| Lata produkcji       | 2004–2006 |
| Rozstaw osi          | 1395 mm |
| Wysokość siedzenia   | 835 mm |
| Masa pojazdu         | 172 kg |
| Opony                | P: 120/70 ZR17 – T: 190/50 ZR17                                                                                                   |
| Pojemność skokowa    | 998 cm³ |
| Typ silnika          | R4-20v DOHC |
| Skrzynia biegów      | 6-biegowa sekwencyjna |
| Stopień sprężania    | 12,3:1 |
| Moc                  | Bez doładowania dynamicznego: 172 KM (126 kW) przy 10500 obr/min. Z doładowaniem dynamicznym: 180 KM (132 kW) przy 10500 obr/min. |
| Max. moment obrotowy | Bez doładowania dynamicznego: 107 Nm przy 10500 obr/min. Z doładowaniem dynamicznym: 110 Nm przy 10500 obr/min.                   |
| Osiągi               | |
| 0-100 km/h           | 2,8 s |
| Prędkość maksymalna  | 299+ km/h |
| Zbiornik paliwa      | 18,0 l |

| Marka i model        | Yamaha YZF-R1 (4. generacja) |
| -------------------- | --- |
| Lata produkcji       | 2006–2007 |
| Rozstaw osi          | 1415 mm |
| Wysokość siedzenia   | 835 mm |
| Masa pojazdu         | 173 kg |
| Opony                | P: 120/70 ZR17 – T: 190/50 ZR17                                                                                                   |
| Pojemność skokowa    | 998 cm³ |
| Typ silnika          | R4-20v DOHC |
| Skrzynia biegów      | 6-biegowa sekwencyjna |
| Stopień sprężania    | 12,4:1 |
| Moc                  | Bez doładowania dynamicznego: 175 KM (129 kW) przy 12500 obr./min Z doładowaniem dynamicznym: 183 KM (135 kW) przy 12500 obr/min. |
| Max. moment obrotowy | Bez doładowania dynamicznego: 107 Nm przy 10500 obr./min Z doładowaniem dynamicznym: 110 Nm przy 10500 obr./min                   |
| Osiągi               | |
| 0-100 km/h           | 3,1 s |
| Prędkość maksymalna  | 299+ km/h |
| Zbiornik paliwa      | 18,0 l |

| Marka i model        | Yamaha YZF-R1 (5. generacja) |
| -------------------- | --- |
| Lata produkcji       | od 2007 |
| Rozstaw osi          | 1415 mm |
| Wysokość siedzenia   | 835 mm |
| Masa pojazdu         | 177 kg |
| Opony                | P: 120/70 ZR17 – T: 190/50 ZR17                                                                                                   |
| Pojemność skokowa    | 998 cm³ |
| Typ silnika          | R4-16v DOHC |
| Skrzynia biegów      | 6-biegowa sekwencyjna |
| Stopień sprężania    | 12,7:1 |
| Moc                  | Bez doładowania dynamicznego: 180 KM (132 kW) przy 12500 obr/min. Z doładowaniem dynamicznym: 189 KM (139 kW) przy 12500 obr./min |
| Max. moment obrotowy | Bez doładowania dynamicznego: 113 Nm przy 10000 obr./min Z doładowaniem dynamicznym: 118 Nm przy 10000 obr./min                   |
| Osiągi               | |
| 0-100 km/h           | brak danych |
| Prędkość maksymalna  | 299+ km/h |
| Zbiornik paliwa      | 18,0 l |

| Marka i model                         | Yamaha YZF-R1 (6. generacja)                                         |
| ------------------------------------- | -------------------------------------------------------------------- |
| Lata produkcji                        | od 2009                                                              |
| Rozstaw osi                           | 1415 mm                                                              |
| Wysokość siedzenia                    | 835 mm                                                               |
| Masa pojazdu (w stanie got. do jazdy) | 206 kg                                                               |
| Opony                                 | P: 120/70 ZR17 – T: 190/55 ZR17                                      |
| Pojemność skokowa                     | 998 cm³                                                              |
| Typ silnika                           | R4-16v DOHC                                                          |
| Skrzynia biegów                       | 6-biegowa sekwencyjna                                                |
| Stopień sprężania                     | 12,7:1                                                               |
| Moc                                   | 133,9 kW (182 KM) @ 12.500 obr/min (bez doładowania dynamicznego)    |
| Max. moment obrotowy                  | 115,5 Nm (11,8 kg-m) @ 10.000 obr/min (bez doładowania dynamicznego) |
| Osiągi                                |                                                                      |
| 0-100 km/h                            | brak danych                                                          |
| Prędkość maksymalna                   | 299+ km/h                                                            |
| Zbiornik paliwa                       | 18,0 l                                                               |